# تونچای میغینتای
تونچای میغینتای (تایلندی: ธงไชย แมคอินไตย์) یک هنرپیشه اهل تایلند است.

## تاریخچه
متولد ۷ دسامبر سال ۱۹۵۸ در بانکوک. در سال ۱۹۸۴ وارد این صنعت شد که به موسیقی آلبوم Chud Rab Kaek در سال ۲۰۰۲ معروف شد و به خاطر فیلم‌های درام Khu Kam در سال ۱۹۹۰ به دلیل نقش کوبوری مشهور شد.

## فیلمبرداری
- Khu Kam (คู่กรรม)
- Wan née tee ror koy (วันนี้ที่รอคอย)
- Niramit (นิรมิต)
- Kuam song jum mai hua jai duem (ความทรงจำใหม่ หัวใจเดิม)
- Kol Kimono (กลกิโมโน)